# 洛雷利亚
洛雷利亚（義大利語：Loreglia），是意大利韦尔巴诺-库西亚-奥索拉省的一个市镇。总面积9.2平方公里，人口272人，人口密度29.6人/平方公里（2009年）。ISTAT代码为103038。